# Нандус
На́ндус (Nandus) — рід риб з родини нандових окунів (Nandidae). Його представники поширені в Південній та Південно-Східній Азії.
Риби мешкають у прісних і, частково, солонуватих водах. Живуть у річках з повільною течією, тримаються серед густої рослинності або мертвих дерев, що впали у воду.
За формою нандуси схожі на нашого окуня. Тіло помірно витягнуте, сильно стиснуте з боків. Найбільш виразними ознаками представників роду є відносно велика голова з великими очима і глибоко вирізаний еластичний рот, який може висуватись уперед і сильно розширятися при цьому.
Нандуси невеликі за розмірами, але хижі риби. Вони мають невиразне забарвлення, що складається з розмитих плям землянисто-сірого кольору. Малюнок на тілі швидко змінюється, залежно від оточуючого середовища. Така мімікрія дозволяє нандусам бути непомітними як для потенційних жертв, так і для більших хижаків.
Відкладають до 500 ікринок.
До складу роду, за даними FishBase, входять такі види:
- Nandus andrewi  Ng & Jaafar, 2008 — північно-східна Індія, басейн річки Ічаматі (англ. Ichamati), притоки Хуґлі, одного з рукавів Гангу; довжина до 12,5 см[2].
- Nandus meni  Hossain & Sarker, 2013 — Бангладеш, (округ Ноакхалі); довжина до 11,2 см[3].
- Nandus mercatus  Ng, 2008 — Індонезія, південна Суматра, річка Мусі (індонез. Sungai Musi); довжина до 7 см[4].
- Nandus nandus  (Hamilton, 1822) — індійський нандус; Південна Азія, від Пакистану до Таїланду, в прісних і солонуватих водах; довжина до 20 см[5].
- Nandus nebulosus  (Gray, 1835) — малайський нандус; Південно-Східна Азія, від Таїланду до Індонезії, в прісних і солонуватих водах; довжина до 12 см[6].
- Nandus oxyrhynchus  Ng, Vidthayanon & Ng, 1996 — Індокитай, басейн річок Меклонг (англ. Meklong, Mae Klong), Менам-Чао-Прая і Меконг; довжина до 6,9 см[7].
- Nandus prolixus  Chakrabarty, Oldfield & Ng, 2006 — Малайзія, басейн річки Сепілок (англ. Sepilok River) на північному сході Калімантану; довжина до 8,3 см[8].